# Estêvão IV da Hungria
Estêvão IV da Hungria (em húngaro : István IV. , em latim : Stephanus IV ) ( Buda , 1132 – Esztergom , 1165 .) Décimo quinto rei da Hungria ( 1163 - 1165 ). Filho de Bela II , dito O Cego e irmão de Geza II e Ladislau II .

## Árvore genealógica da Casa de Arpades
|-